# Forge
Forge (Forja en español) sería una aventura gráfica, siendo el segundo juego de La Trilogía de los Grandes Gremios, cuyo primer juego es Loom, de LucasArts. Mike Stemmle y Sean Clark se encontraban trabajando en el proyecto en 1991, pero LucasArts Entertainment Company (llamada LucasFilm Games por aquel entonces) canceló la producción de dicho juego debido a las pocas ventas que ocasionó Loom, y se rechazó toda expectativa de hacer una continuación. 
Brian Moriarty (el creador legítimo de Loom) declaró en un correo electrónico que él daría luz verde a desarrollar Forge, y animó a los fanes a que la hicieran, pero teniendo cuidado con los asuntos de copyright, ya que esa es, según Brian, la especialidad de LucasArts.

## Argumento
Los hechos y sucesos de este juego ocurren justo cuando termina Loom, donde el mundo se encuentra, literalmente, dividido por la mitad; en una mitad se encuentran las hordas de muertos vivientes, liderados por Caos, y en la otra mitad, aquellos que han tenido suerte y no sufren (de momento) la ira de Caos.
En este segundo título el protagonista pasa a ser Rusty Nailbender, el joven perteneciente al gremio de los herreros. Su misión es la de rescatar a su padre, Foreman Nailbender, capataz y líder de su gremio, y la de salvar a su Gremio, que se encuentra preso en la nube flotante tormentosa en que se ha convertido su fortaleza. El joven Rusty tendría la ayuda de Bobbin Threadbare el cual se aparecería al igual que hacía Hetchel en el primer juego para dar consejo.
Para realizar los hechizos, similares a los que realizaba Bobbin Threadbare en el primer juego, no utiliza un bastón, como él, sino un nuevo objeto llamado Los Guanteletes del Herrero. Se sabe que aparecerían nuevos Gremios, como el Gremio de los Vinateros, y nuevos hechizos, como el Hechizo del Deseo.